# Жужелица проблемная
Жужелица проблемная (лат. Carabus problematicus) — жук из семейства жужелиц. Распространены в Европе, в том числе встречаются на севере и северо-западе России и в Ирландии.
Проведенное исследование показало, что выпас скота вредит жукам данного вида, возможно, из-за уплотнения почвы.

## Описание
Длина тела составляет 20—30 мм.

## Подвиды
- Carabus problematicus feroensis Vacher de Lapouge, 1910
- Carabus problematicus gallicus Géhin, 1885
- Carabus problematicus harcyniae Sturm, 1815
- Carabus problematicus holdhausi Born, 1911
- Carabus problematicus inflatus Kraatz, 1878
- Carabus problematicus islandicus Lindroth, 1968
- Carabus problematicus kolskianus Obydov, 2008
- Carabus problematicus planiusculus Haury in Géhin, 1885
- Carabus problematicus problematicus Herbst, 1786
- Carabus problematicus relictus Hellén, 1934
- Carabus problematicus strandi Born, 1926